# Modibo Maïga
Modibo Maïga   (Bamako, 3 de setembre de 1987) és un exfutbolista malià de la dècada de 2010.
Fou internacional amb la selecció de futbol de Mali.
Pel que fa a clubs, destacà a Stade Malien, Raja Casablanca, Le Mans, FC Sochaux, West Ham United FC, Queens Park Rangers FC i FC Metz.